# La La Love
«La La Love» (La La Amor en español) es una canción interpretada por la cantante greco-chipriota Ivi Adamou. Fue escogida para representar Chipre en el Festival de Eurovision 2012 en Bakú.

## Antecedentes
La Corporación chipriota de radiodifusión utilizó un método de selección interna para elegir a Ivi Adamou. Ivi y su discográfica, Sony Music Entertainment, escogieron tres canciones para ser cantadas en la final nacional, las tres fueron escritas por compositores extranjeros. En la final, que se celebró el 25 de enero de 2012, la canción ganadora fue escogida en un 50% por votación de los televidentes, y en otro 50%, por medio de un jurado.
| N.º | Canción                 | Escritores                                                                           | Puntos | Lugar |
| --- | ----------------------- | ------------------------------------------------------------------------------------ | ------ | ----- |
| 1   | "Call The Police"       | Lene Dissing, Jakob Glæsner, Mikko Tamminen                                          | 8      | 3º    |
| 2   | "La La Love"            | Alex Papaconstantinou, Björn Djupström, Alexandra Zakka, Linnea Deb, Viktor Svensson | 12     | 1º    |
| 3   | "You Don't Belong Here" | Niklas Jarl, Alexander Schöld, Sharon Vaughn                                         | 10     | 2º    |

Al final, "La La Love" fue elegida para representar a Chipre en Eurovisión.

## Posicionamiento en listas
| Listas (2012)                               | Posición |
| ------------------------------------------- | -------- |
| Alemania (Offizielle Deutsche Charts)       | 43       |
| Austria (Ö3 Austria Top 40)                 | 47       |
| Bélgica (Flandes) (Ultratip Bubbling Under) | 11       |
| Bélgica (Valonia) (Ultratip Bubbling Under) | 34       |
| Dinamarca (Tracklisten)                     | 38       |
| España (Top 100 Canciones)                  | 45       |
| Europa (Europe Official Top 100)            | 57       |
| Finlandia (Finnish Official Download Chart) | 16       |
| Grecia (Greece Digital Songs)               | 1        |
| Irlanda (IRMA)                              | 32       |
| Noruega (VG-lista)                          | 16       |
| Reino Unido (UK Singles Chart)              | 77       |
| Rusia (Russia Top Hit)                      | 191      |
| Suecia (Sverigetopplistan)                  | 4        |
| Suiza (Schweizer Hitparade)                 | 66       |

## Festival de Eurovisión
«La La Love», pese a quedar en la posición 16 en el Festival de Eurovisión, tuvo el mejor resultado de Chipre desde el concurso de 2004
Fue un gran éxito en Europa sobre todo en Finlandia, Suecia y Noruega, donde llegó al top 20 y en Grecia, donde alcanzó la  posición número 1 en la lista Greece Digital Songs.